# Der Kopflohn
Der Kopflohn ist der zweite Roman von Anna Seghers, erschienen 1933 in Amsterdam.
Brandes schreibt: „Der Roman ... ist heute ein einzigartiges literarisches Dokument für den sich erfolgreich etablierenden Nationalsozialismus auf dem Lande.“

## Inhalt
Im Sommer 1932 klopft Johann Schulz bei seinen entfernten Verwandten in Oberweilerbach, einem Bauerndorf in Rheinhessen, an. Der 20-jährige Leipziger arbeitslose Gießerei-Hilfsarbeiter wird steckbrieflich gesucht. Angeblich soll er am 3. April während eines Hungeraufmarsches einen Polizisten erstochen haben.
Den Verwandten, einer siebenköpfigen Bauersfamilie, bindet Johann seinen Fluchtgrund natürlich nicht auf die Nase. Der verarmte Hausherr Andreas Bastian kann keinen zusätzlichen Esser am Tisch gebrauchen. Er weist aber Johann nicht die Tür. Andreas Bastian fragt auch nicht nach dem Woher und Warum. Die Ehefrau Margarete allerdings gibt dem Bauer und dem Leser Auskunft. Ihr „Verstorbener“ – Andreas Bastian hatte die Witwe Margarete Altmeier geheiratet – hatte eine Schwester im Nachbardorf Botzenbach. Diese war mit einem gewissen Schulz gen Sachsen gezogen.
Der arbeitsame Johann macht sich in Haus und Hof nützlich. Auf Geheiß Andreas Bastians meldet er sich widerstrebend, gehorsam und mit klopfendem Herz auf dem Amt an. Das Amt ist die Wohnstube des reichen Bauern Merz. Der alte Merz ist der Amtmann in Oberweilerbach. Johann hält den Atem an. Der Alte stempelt den Anmeldeschein und fragt nicht nach dem Woher und Warum.
Als erster entdeckt der alte Bauer Algeier den Steckbrief; ein rotes Plakat an der Wand mit einem Foto Johanns. Algeier hat sich im Stadthaus Billingen verlaufen. Der Bauer hatte zuvor in der nahegelegenen Kreisstadt den Verkaufsladen für landwirtschaftliche Maschinen aufgesucht. Herr Kastrizius, der Ladeninhaber, hatte Algeier die neue Zentrifuge wegen nicht geleisteter termingerechter Abzahlung wegnehmen lassen. Wenn Algeier den dorffremden Johann Schulz anzeigte und die 500 Mark Belohnung bekäme, wäre er aus dem Gröbsten heraus. Dann wäre auch die Arbeitslosigkeit der Tochter Marie zur Not hinnehmbar. Frau Struwe in Billingen hatte ihrem Dienstmädchen Marie gekündigt, weil ihrem Gatten, dem Bankangestellten Struwe, gekündigt worden war. Die 25 Mark, die Marie jeden Monat geschickt hatte, fehlen in der Algeierschen Haushaltskasse. Algeier zeigt Johann nicht an. Er untersagt seinem Sohn Paul, in die Achtergruppe des SA-Gruppenführers Kunkel einzutreten. Kunkel besitzt in Oberweilerbach eine gut gehende Gärtnerei und beutet den vormals in Billingen arbeitslosen Gärtner Kößlin, einen jungen SA-Mann, nach Strich und Faden aus.
Marie und Johann verlieben sich ineinander und gehen schließlich aus Vernunftgründen auseinander. Johann Schulz sympathisiert mit den Kommunisten. Er trifft sich mit den Genossen gelegentlich in Billingen.
Als zweiter entdeckt der Bauer Jakob Schüchlin den Steckbrief. Schüchlin war im Billingen vorgeladen worden. Auf dem Amt wurde ihm das Foto seiner toten Frau Susann zur Identifikation vorgelegt. Der tyrannische Bauer hatte die Frau ein Kind nach dem anderen gebären und die Unglückliche obendrein pausenlos schwer arbeiten lassen. Der hartherzige Schüchlin hatte Susann in den Tod getrieben, um an ihr Erbe zu gelangen. Die Frau hatte sich kurz nach einer Geburt an einer abgelegenen Stelle im Dorfbach ertränkt. Schüchlin, innerlich tief befriedigt über den Tod seiner Frau, zeigt Johann nicht an.
Als dritte entdecken Naphtel und der alte Merz fast gleichzeitig den Steckbrief. Der Jude Naphtel will für Merz in Billingen eine Immobilie verkaufen und trifft sich bei der Gelegenheit mit dem alten reichen Bauern in der Kreisstadt. Naphtels Blick fällt zuerst auf das rote Plakat. Instinktiv verbirgt er sein neues Wissen vor seinem Gegenüber, dem alten Geschäftskunden. Da fällt auch schon der Blick des Bauern auf das Plakat. Weder Naphtel noch der alte Merz zeigen Johann an, doch Merz bereitet daheim in seinem „Amtszimmer“ eine Anzeige gegen den 'Dorffremden' vor.
Kößlin, so arbeitsam wie Johann, hat sich mit dem Leipziger Arbeiter angefreundet. Johann ist sich durchaus bewusst, aus welcher politischen Ecke der Freund kommt. Johann ahnt, Kößlin könnte ihm gefährlich werden und schnürt sein Ränzlein. Dann bleibt er doch. Das ist ein Fehler. Der Gärtner bringt den Stein ins Rollen. Er verrät er dem SA-Gruppenführer Kunkel seinen neuen Freund. Die 500 Mark will Kößlin nicht. Kunkel hat nichts Eiligeres zu tun, als Johann beim Amtmann Merz anzuzeigen. Merz aber greift in die Schublade und zeigt dem enttäuschten Gärtnereibesitzer die fertige, abgestempelte Anzeige, so dass nicht Kunkel, sondern Merz den Kopflohn von 500 Mark kassieren wird

## Interpretation
Solche Sätze wie „Kößlin verrät Johann“ oben in der Zusammenfassung des Romaninhaltes sind zwar wahr, aber reine Schlussfolgerungen. Der Leser muss sich diese Wahrheit aus dem lückenhaften Vortrag der keineswegs allwissenden Autorin selbst zusammenreimen: Kunkel sagt zu seinem Untergebenen Kößlin: „Du warst aber lang in der Stadt.“ Darauf denkt der Angesprochene: ‚Dieser Mann ist mein Gruppenführer. Ich muß jetzt eben sofort durch was Schweres durch. Und wenn mich Johann tausendmal dauert.‘ Dann schließt er die Selbstquälerei mit den Worten ab: „Du, Kunkel, da ist mir vorhin folgendes passiert...“ Anna Seghers macht drei Punkte. Der Leser soll sich höchstwahrscheinlich denken, Kößlin war der letzte, der das Plakat gesehen hat. Denn die folgende, lapidar beschriebene „Festnahme“ lässt beim besten Willen keinen anderen Schluss zu.
Der Roman ist mehr als die oben unter „Inhalt“ skizzierte Kriminalhandlung. Er enthält ein minuziöse Bild dörflichen Lebens mit eindringlichen Charakterstudien. Dazu gehören zum Beispiel die Geschichte der zehnjährigen hoch aufgeschossenen Dora Bastian und ihre Ausbeutung durch missgünstige Verwandte, die Beschreibung der Hochzeit der gelassenen Luise Merz mit dem Dorflehrer, die bitteren Geschichten der blutjungen Braut Sophie Bastian, der Selbstmörderin Susann Schüchlin und des politisch bewussten, gleichberechtigten Ehepaares Rendel. Die Fülle der beschriebenen Untaten der SA muss genannt werden. Sturmführer Zillich aus Botzenbach schlägt Johann mit „unvorstellbarer Brutalität“ zusammen. Margarete Bastian holt daheim kaltes Wasser und legt dem Schwerverletzten ein Kissen unter den Kopf. Johann wird von zwei herbeigerufenen Gendarmen abgeführt. Schüchlin kann sich sein Versäumnis nicht verzeihen und muss den durch Unaufmerksamkeit verursachten Schaden verschmerzen. Algeier erschrickt und zieht vor Johann den Hut wie vor einem Toten oder einem Täufling. Andreas Bastian fühlt sich schuldig. Er hätte fragen sollen.
Hervorragend erscheint nicht nur diese soeben kurz angedeutete psychologische Untermauerung menschlichen Verhaltens. Erstaunlich genau kennt sich Anna Seghers als Städterin in alltäglichen Arbeitsabläufen auf dem Dorf aus.

## Rezeption
Schrade lobt, Anna Seghers schildere kühl, wertfrei und ohne Propaganda die Nöte der Kleinstbauern kurz vor 1933. Aus dieser Schreibhaltung beziehe der Text „noch heute seine große Ausstrahlung“. Des Weiteren erstaunt Schrade die Dominanz des Unterschwelligen in dem Sinne: Entscheidungen im bäuerlichen Handeln (abgesehen von den SA-Männern) sind weniger Resultat eines Kampfes. Algeiers und Schüchlins Verhalten wurzelt vielmehr in jahrhundertealten bäuerlichen Ressentiments. Johann wird von den Kleinbauern also weder verraten noch geschützt.
Vom Entwurf her seien Johann Schulz und Kößlin die beiden Komplementärfiguren. Algeier, der das Wort Klassenkampf noch nie gehört habe, handele instinktiv solidarisch. Hingegen Schüchlin zeige Johann aus Stumpfheit nicht an. Sigrid Bocks Apostrophierung des Romans als düster und ausweglos kann Neugebauer nicht folgen.
Über Johanns politische Motive erfahre der Leser so gut wie nichts. Anna Seghers verbleibe zumeist in ihrer Erzählgegenwart und meide möglichst den Blick zurück. Anhand Zillichs werde gezeigt, wie die Gefährdung kleinbäuerlichen Besitzes durch Kapitalisierung der Landwirtschaft für den Nationalsozialismus empfänglich mache. Batt bedauert die fehlende „geschichtsphilosophische Souveränität und epische Gelassenheit“ des Romans angesichts der schweren Niederlage der deutschen Kommunisten im Schreib- und Erscheinungsjahr 1933.
Neugebauer bemerkt eine Abkehr der Autorin von dem in früheren Werken manchmal auftretenden spontanen Kämpfer. Als zum Beispiel Johann bei den Genossen in Billingen Verständnis sucht, halten sie ihm seine Leipziger Messerstecherei vor und pfeifen ihn zurück: „Du... hast wild losgestochen. Na, jetz dämm dich mal, jetz lern was.“

### Textausgaben
Erstausgabe
- Der Kopflohn. Roman aus einem deutschen Dorf im Spätsommer 1932. Querido Verlag, Amsterdam 1933, Leinen. 265 Seiten

Verwendete Ausgabe
- Der Kopflohn. Roman aus einem deutschen Dorf im Spätsommer 1932. S. 5–170 in: Anna Seghers: Der Kopflohn. Der Weg durch den Februar. Band II der Gesammelten Werke in Einzelausgaben. 410 Seiten. Aufbau-Verlag GmbH, Berlin 1952

2021 ist der Roman im Aufbau-Verlag Berlin mit Kommentar und Anmerkungsapparat neu erschienen.
- Anna Seghers: Der Kopflohn. Roman aus einem deutschen Dorf im Spätsommer 1932. In: Anna Seghers: Werkausgabe. Hrsg. von Helen Fehervary und Carsten Jakobi. Bd. I/2.1. Bearbeitet von Ute Brandes und Carsten Jakobi. Aufbau-Verlag Berlin 2021.

### Sekundärliteratur
- Heinz Neugebauer: Anna Seghers. Leben und Werk. Mit Abbildungen (Wissenschaftliche Mitarbeit: Irmgard Neugebauer, Redaktionsschluss 20. September 1977). 238 Seiten. Reihe „Schriftsteller der Gegenwart“ (Hrsg. Kurt Böttcher). Volk und Wissen, Berlin 1980, ohne ISBN
- Kurt Batt: Anna Seghers. Versuch über Entwicklung und Werke. Mit Abbildungen. 283 Seiten. Reclam, Leipzig 1973 (2. Aufl. 1980). Lizenzgeber: Röderberg, Frankfurt am Main (Röderberg-Taschenbuch Band 15), ISBN 3-87682-470-2.
- Ute Brandes: Anna Seghers. Colloquium Verlag, Berlin 1992. Band 117 der Reihe „Köpfe des 20. Jahrhunderts“, ISBN 3-7678-0803-X.
- Andreas Schrade: Anna Seghers. Metzler, Stuttgart 1993 (Sammlung Metzler Band 275 (Autoren und Autorinnen)), ISBN 3-476-10275-0.
- Sonja Hilzinger: Anna Seghers. Mit 12 Abbildungen. Reihe Literaturstudium. Reclam, Stuttgart 2000, RUB 17623, ISBN 3-15-017623-9.
- Günter Helmes: „Manche freut der Regen, die haben noch Korn vom vorigen Jahr, die brauchen keins.“ Landleben, Landwirtschaft und Kapitalismus in Adam Scharrers Bauernroman Maulwürfe (1933). Mit einleitenden Hinweisen auf Anna Seghers’ Der Kopflohn (1933) In: Jahrbuch zur Kultur und Literatur der Weimarer Republik, Band 15, 2011/12, S. 147–176.